# Michael Thiel
Michael Thiel (* 4. April 1960 in Hamburg) ist ein deutscher Psychologe und Fernsehmoderator.

## Leben
Michael Thiel studierte von 1980 bis 1987 in Hamburg Psychologie und besuchte Fortbildungen bei Paul Watzlawick in den USA. Neben dem Psychologiestudium absolvierte er eine Schauspielausbildung u. a. bei der Stage School Hamburg.
Thiel ist seit 1988 als niedergelassener Psychologe mit Heilpraktikerzulassung und als Coach selbstständig und seit 1990 im deutschsprachigen Print-, Radio- und Fernsehbereich als Psychologe, Medienexperte und TV-Moderator tätig. Mit seiner Kollegin und Ehefrau Annika Lohstroh gründete er das Medienbüro Lohstroh + Thiel und ist seit Mai 2018 gemeinsam mit Lohstroh Herausgeber des Podcasts „Psychologen beim Frühstück“.
Thiel betreut gemeinsam mit Annika Lohstroh seit 2020 den Podcast „Hallo, ich bin Manfred – Eine Stoffratte will alles über Corona wissen“, der für und in Kooperation mit der Stiftung Kinderjahre entstand. Der Podcast widmet sich einer kindgerechten Aufarbeitung der Corona-Krise. Thiel unterstützte die Initiative „Schulfach Glück“ der Stiftung Kinderjahre.

## Medienpräsenz

### Moderationen
- 2001: Nox – Gespräche zur Nacht, Beratungssendung, NDR[11]
- 2007: Räum Dein Leben auf, NDR/WDR[12]
- 2008: Familienhilfe mit Herz, RTL[7]
- 2009: Schluss mit Hotel Mama, Pseudo-Doku, Kabel1[7]
- 2015–2016: TheraThiel, Talk-Show, Rocket Beans TV
- 2017: Raus aus dem Zwang, Kabel eins[13]

### Gastauftritte
- 2011: psychologischer Experte für den NDR, Mein Nachmittag[3]
- 2020: Beauty & The Nerd, ProSieben[14]

### Podcasts
- seit 2018: Psychologen beim Frühstück[6]
- seit 2020: „Hallo, ich bin Manfred!“ – Eine Stoffratte will alles über Corona wissen[9]

## Schriften
- Mit Annika Lohstroh: Wackelzahn und Taschengeld: über 999 praktische Ratschläge zum nicht immer einfachen Umgang mit dem Nachwuchs. Illustrationen: Eva Möhle, Buch und Zeit, Köln 1986, ISBN 978-3-8166-0369-6.
- Mit Annika Lohstroh: Raus aus der Sackgasse: wie Sie sich aus verfahrenen Situationen befreien und wieder durchstarten. Knaur, München 2009, ISBN 978-3-426-64918-3.
- Mit Annika Lohstroh: Deutschland, einig Jammerland. Warum uns Nörgeln nach vorne bringt. Gütersloher Verlags-Haus, Gütersloh 2011, ISBN 978-3-579-06752-0.